# 新大久保駅乗客転落事故
新大久保駅乗客転落事故（しんおおくぼえきじょうきゃくてんらくじこ）は、2001年（平成13年）1月26日（金曜日）の19時14分頃に東日本旅客鉄道（JR東日本）山手線新大久保駅で発生した鉄道人身障害事故である。

## 事故概要
山手線新大久保駅で、泥酔した男性がプラットホームから線路に転落した。その男性を救助しようとして、線路に飛び降りた日本人カメラマンの関根史郎さんと韓国人留学生の李秀賢（イ・スヒョン）さんが、折から進入してきた列車  (JR東日本205系電車ヤテ7編成 • 11両)  の1号車  (クハ204-7) にはねられ、3人とも即死した。
人命救助のために自らの命を投げ出したこの件は、日韓両国で大きく報道されるとともに、事故の犠牲者を追悼・顕彰するプレートが、新大久保駅のホームと改札の間の階段に設置された。このプレートには日本語と韓国語で事故の経緯が記されている。その後、救出を試みた2人の遺族には内閣総理大臣森喜朗より書状が贈られ、警察庁からは警察協力章が授与された。
しかし、事故に遭ったカメラマンと暮らしていた母親は、国や市からの表彰について、近所の知人に対して「本当はそっとしておいてほしい」「息子が死んだことには変わりがない」と嘆き、事故から数年後に孤独死した。
事故の翌年、当時の天皇（現上皇）は死亡した韓国人留学生の両親を、皇居に招待して慰労した。留学生の父親は後に奨学金財団を設立し、アジア出身の学生を援助した。2015年には日本国政府から旭日双光章が贈られた。父親が2019年に死去した際、外務大臣河野太郎は弔意を表し、親子の遺志を受け継ぐよう努力すると述べた。また2019年10月22日には、新大久保駅を訪問した大韓民国首相李洛淵が、追悼プレートにて献花を行っている。
酔って線路に落ちた男性は、飲酒しての帰路に新大久保駅構内の売店で酒を買い、ホームで飲んでいた。2月16日、JR東日本および売店運営の東日本キヨスク（現：JR東日本クロスステーション）は、山手線内（山手線・中央線・総武緩行線）各駅のホーム上売店における酒類販売自粛を決定した。

## 対策

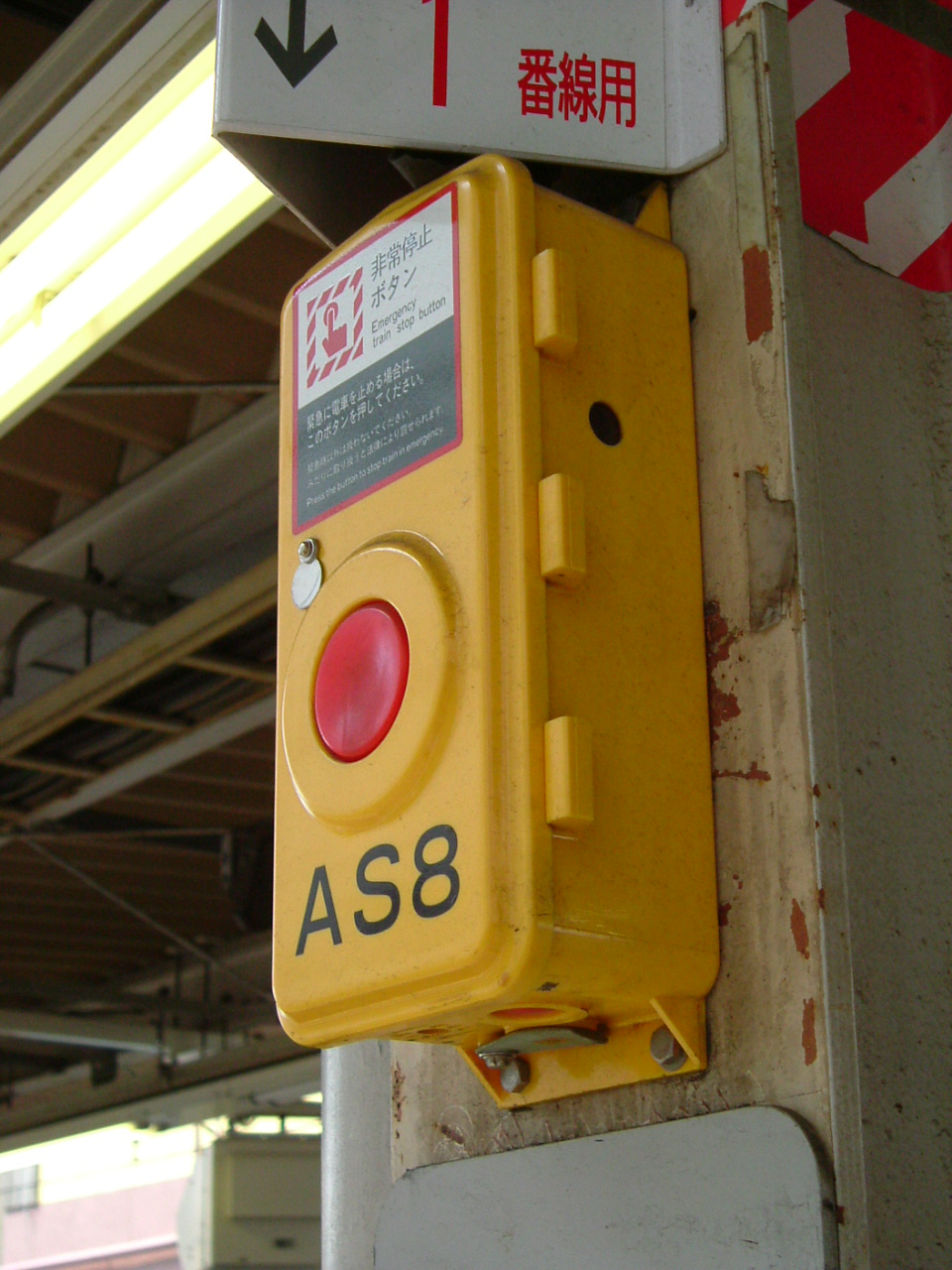
列車非常停止ボタンの設置例（JR東日本）

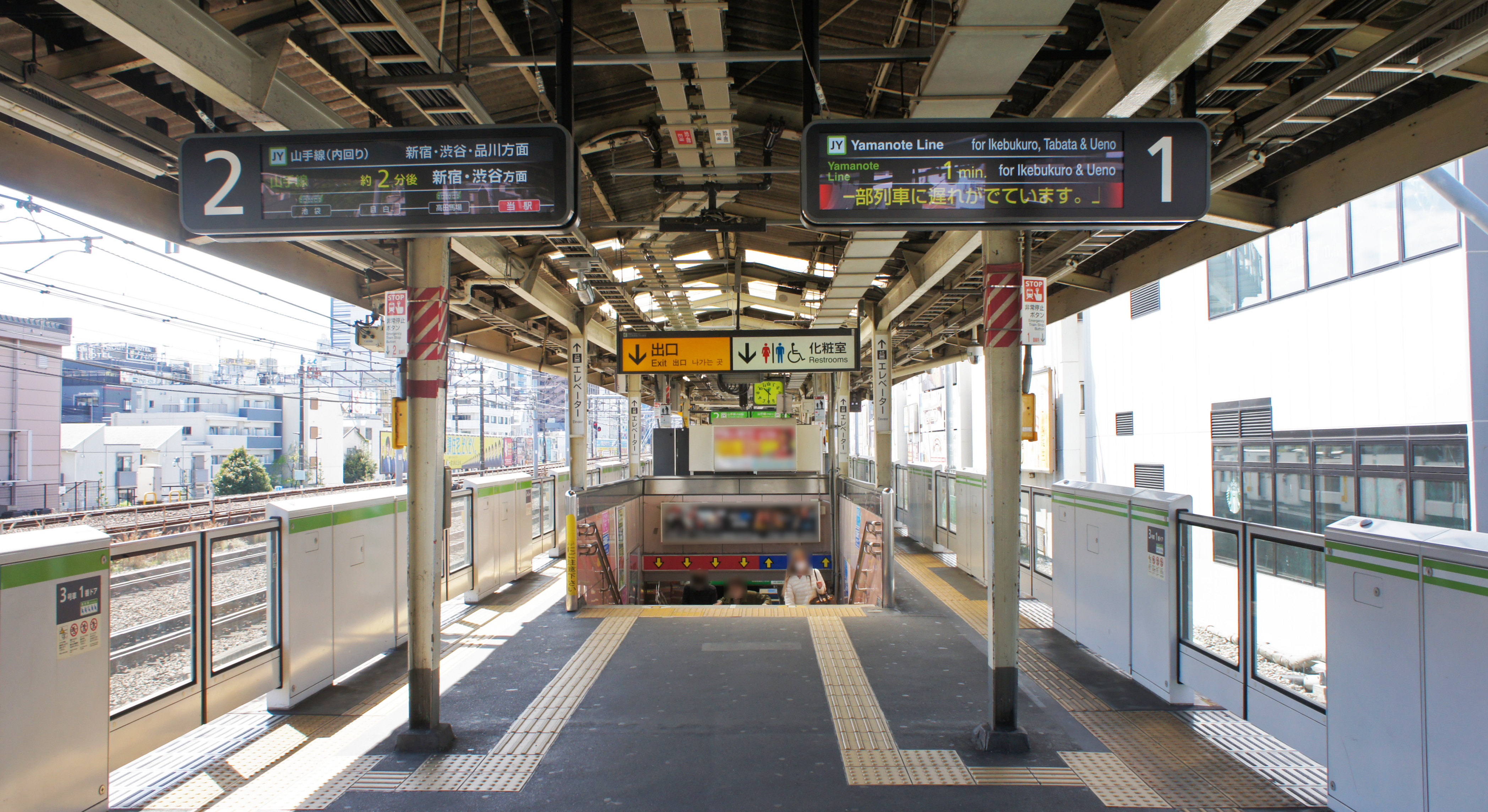
事故後の2013年に当駅に設置されたホームドア

この事故を受けて国土交通省は、列車の速度が高く、かつ本数の多い駅について「駅ホーム上に列車非常停止ボタンを設置、または転落検知マットを整備する」「プラットホーム床下に退避スペースを確保する」2点の対策を取るよう全国の鉄道事業者に指導した。その結果、2006（平成18）年度末まで列車非常停止ボタンが全国の約1,700駅に設置された。
新大久保駅では事故のあった年に、転落者が逃げ込めるようホーム下に避難スペースを設ける工事が行われた。
2013年（平成25年）に、当駅にホームドアが設置された。

## この事故を題材とした作品
- 『あなたを忘れない』（2007年） - この事故を題材に創作された映画 [26]。
- 『横道世之介』（2009年） - 吉田修一の小説。主人公・世之介は日本人カメラマンがモデルになっている。
- 「STEP! 〜李秀賢（イ・スヒョン）26年の生涯に捧ぐ〜」 - 安全地帯の曲。アルバム『安全地帯XII』（2011年）収録。
- 『かけはし』（2017年） - ドキュメンタリー映画[27][28]。
- 『映像の世紀 バタフライエフェクト』(2023年) - 「危機の中の勇気」の冒頭で本事故が紹介された。